# Jaesan-myeon
Jaesan-myeon (koreanska: 재산면) är en socken i den östra delen av Sydkorea, 200 km öster om huvudstaden Seoul. Den ligger i kommunen Bonghwa-gun i provinsen Norra Gyeongsang. 